# 蒙茅斯 (伊利諾伊州)
蒙茅斯（英語：Monmouth）是一個位於美國伊利諾伊州沃倫縣的城市。根據2010年美國人口普查，該地人口為9444人，而該地的面積約為11.01平方千米。同時該地也是沃倫縣的縣治。

## 地理
蒙茅斯的座標為40°54′42″N 90°38′40″W / 40.91167°N 90.64444°W，而該地的平均海拔高度為219米（即719英尺）。